# NSU Delphin III

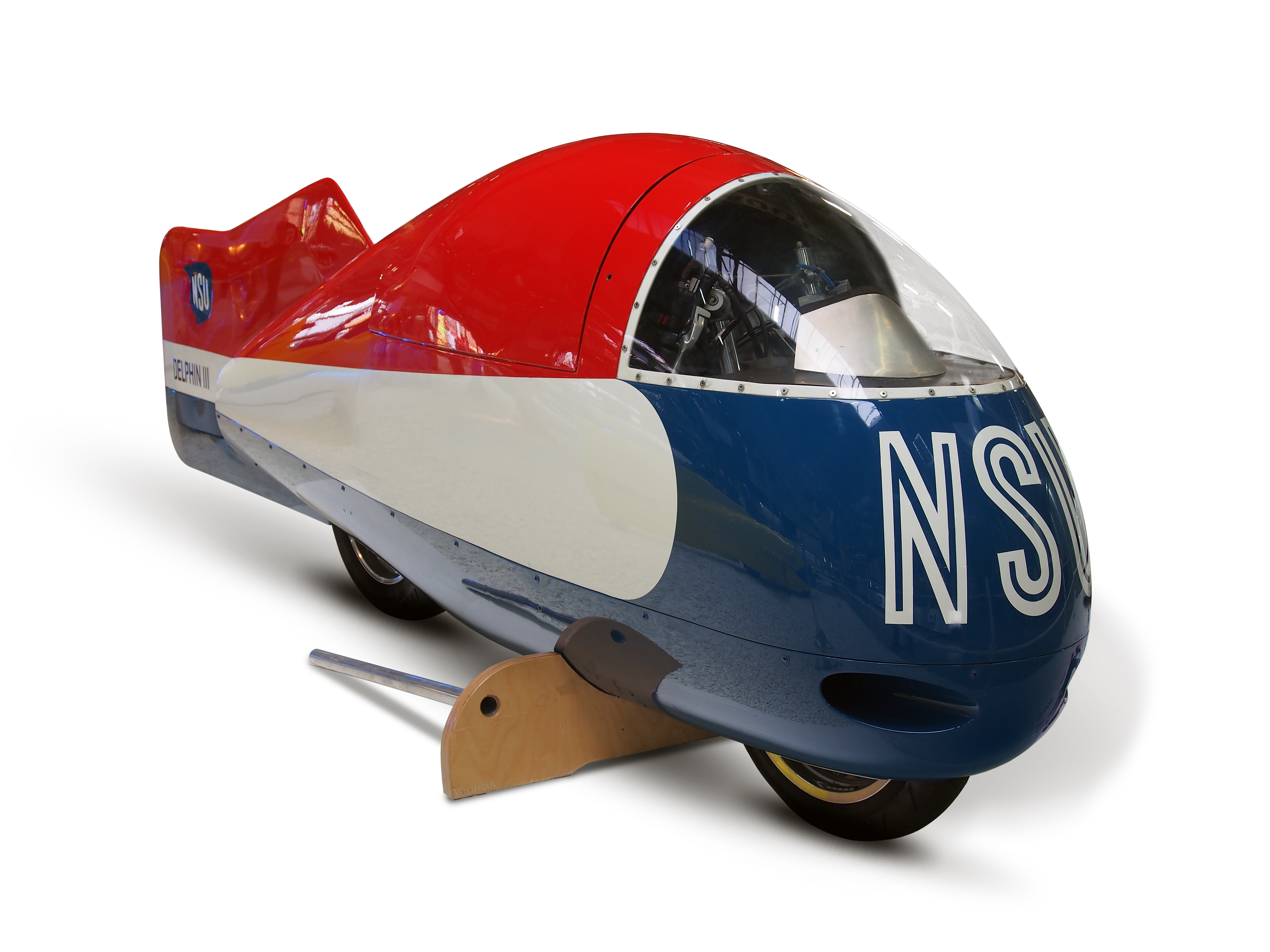
NSU Delphin III Nachbau

Die NSU Delphin III war ein Rekordfahrzeug der NSU Motorenwerke, mit dem der Rennfahrer Wilhelm Herz in den USA auf den Bonneville Salt Flats am 4. August 1956 eine gemittelte Geschwindigkeit von 339,404 km/h erreichte und so den absoluten Motorrad-Geschwindigkeitsrekord verbesserte.

## Anfänge
Walter William Moore, der den Motor der später berühmten Norton konstruierte, hatte 1929 als neuer Chefkonstrukteur die Königswelle auch bei NSU eingeführt, zuletzt deren zwei V-förmig angeordnet an einem Kompressor-Zweizylinder, den er zusammen mit Albert Roder 1938 entwickelte. Das in seiner 350-cm³-Version relativ schwere Aggregat benutzte Wilhelm Herz 1939 bei Rennen. Herz war auch unter den Ersten, die nach dem Zweiten Weltkrieg in Neckarsulm erkundeten, ob noch eine Kompressormaschine aufzutreiben sei. Ein leicht beschädigtes Exemplar fand sich, er reparierte den alten britischen Kompressor und wurde 1948 Deutscher Meister in der 350-cm³-Klasse. Gleichzeitig gewann der längere Zeit gehegte Plan Kontur, den absoluten Geschwindigkeitsrekord für Motorräder in Angriff zu nehmen: Nach Entwürfen des Aerodynamikers Reinhard von Koenig-Fachsenfeld entstand auf Herz’ Kosten eine Maschine, die in ihrer Form Ernst Jakob Hennes Rekord-BMW ähnelte.

## Der „Weltrekord“ als Projekt des NSU-Werks
1949 im Teststadium angelangt, wurde die „Fachsenfeld“ dann doch nicht benutzt. Herz hatte sich bei einem Sturz erheblich verletzt und in der Zeit seiner Rekonvaleszenz entstand bei NSU unter dem Rennabteilungsleiter Walter Froede mithilfe der Technischen Hochschule Braunschweig die Delphin I. Kopf, Schulter und Rücken des Fahrers ragten noch knapp aus der 50 kg schweren Stromlinienverkleidung heraus; der mit einem neuentwickelten Kompressor versehene 500-cm³-Motor leistete 110 PS bei 8500/min und Herz kam am 12. April 1951 auf der Autobahn München-Ingolstadt auf eine Durchschnittsgeschwindigkeit von 290 km/h – Hennes 1937er Rekord war gebrochen.

## Wo alle fahren – auf amerikanischem Salz
Verbessert wurde der Wert in Neuseeland, wo am 2. Juli 1955 Russel Wright auf einer Vincent sich mit 297,64 km/h zum Rekordhalter machte. Konkurrenten traten auch in den USA auf, das Team des Texaners J. H. „Stormy“ Mangham erreichte mit dem Devil’s Arrow am 22. September 1955 auf dem Salzsee bei Wendover im Mittel 311,19 km/h. Fahrer Johnny Allen war nun Rekordhalter auf der Liste der AMA, nicht jedoch bei der FIM, die ihre eigenen Zeitnehmer vor Ort haben wollte. Im Spätsommer 1956 kam es dann auf den Bonneville Salt Flats zum direkten Vergleich zwischen den Texanern und einem mit allen Hilfsmitteln angereisten NSU-Werksteam. Per Schiff war eine fahrbare Werkstatt herangeschafft worden, ausgestattet mit Ersatzteilen für die Maschinen in den sechs Motorradklassen von 50 bis 500 cm³ Hubraum. Generaldirektor Gerd Stieler von Heydekampf war zugegen, ebenso dessen Stellvertreter und Technische Direktor Viktor Frankenberger.
Wechselhaft waren für Herz die Bedingungen bei den ersten Rekordversuchen mit der neu gebauten Delphin III: Eine nasse Stelle im Salz ließ ihn von der Strecke abkommen und er touchierte das Behältnis einer Lichtschranke, was ein Loch in die Nase der Verkleidung riss. So rau war die Oberfläche der Bahn, dass an eine Verwendung der Kabinenabdeckung nicht zu denken war – zu knapp bemessen war bei den auftretenden Vibrationen der Raum für den Kopf des Fahrers. Dies raubte nicht nur den Entwicklungsfortschritt der Delphin III – die Form war in einem Stuttgarter Windkanal optimiert worden –, das Fahren ohne Haube machte die Maschine instabil, Bleiballast musste nahe der Vordergabel angebracht werden. Mit einem in die Haube geschnittenen Loch ähnelte das Motorrad wieder der Delphin I. Aber auch ohne Verdeck erreichte Herz am 2. August 1956 mit dem 75 PS leistenden 350-cm³-Motor für die fliegende Meile einen Wert von 304,96 km/h und am 4. August mit dem 500er im Mittel 339,404 km/h – neuer absoluter Weltrekord für Motorräder.
Russel Wright war vor Ort, fuhr mit seiner 1000-cm³-Vincent jedoch nicht schneller als 319 km/h. Gut einen Monat später kamen wieder die Texaner zum Zug und hoben mit ihrem 650er Triumph „Streamliner“ (ohne Kompressor) die Bestmarke auf 345 km/h. Wie gewöhnlich hatte man sich einen FIM-Zeitnehmer gespart und blieb ohne die offizielle internationale Anerkennung. Jene bekam erst 1962 der Amerikaner William A. Johnson, als er mit dem Dudek Triumph Streamliner einen Weltrekord von 361 km/h erlangte.

## Technische Daten
| NSU Delphin III        | NSU Delphin III                                                                       |
| ---------------------- | ------------------------------------------------------------------------------------- |
| Motor                  | 2 × fahrtwindgekühlter-Viertakt-Ottomotor (aus der Halbliter-Kompressor-Rennmaschine) |
| Ventilsteuerung        | DOHC-Ventilsteuerung, V-förmig hängende Ventile                                       |
| Bohrung × Hub          | 2 × (63 × 80 mm)                                                                      |
| Hubraum                | 2 × 498 cm³                                                                           |
| Verdichtungsverhältnis | 7,0 : 1                                                                               |
| Leistung               | 110 PS (80,9 kW) bei 8500/min                                                         |
| Gemischaufbereitung    | 1 × Amal TT 28 Renn-Vergaser                                                          |
| Kraftstoffförderung    | Schwerkraft, Tank über dem Motor                                                      |
| Zündung                | Bosch-Magnetzündung                                                                   |
| Kupplung               | Mehrscheibenkupplung                                                                  |
| Getriebe               | 4-Gang-Getriebe, Fußschaltung                                                         |
| Antrieb                | Kettenantrieb aufs Hinterrad                                                          |
| Rahmen                 | Stahl-Doppelrohrrahmen mit Leichtmetall-Verkleidung                                   |
| Lenkung                | Lenkkopf mit Rohrlenker                                                               |
| Maße (L × B × H)       | 3700 × 640 × 1100 mm                                                                  |
| Radstand               | 1600 mm                                                                               |
| Radaufhängung vorn     | Trapezgabel mit Schraubenfeder und hydraulischem Stoßdämpfer                          |
| Radaufhängung vorn     | Teleskopfederung, hydraulische Stoßdämpfer                                            |
| Räder                  | Drahtspeichenräder                                                                    |
| Bereifung vorn         | 3,25–18″                                                                              |
| Bereifung vorn         | 3,50–20″                                                                              |
| Bremsen                | Trommelbremse vorn und hinten                                                         |
| Fahrzeuggewicht        | 265 kg                                                                                |
| Höchstgeschwindigkeit  | ca. 340 km/h                                                                          |